# Liste des îlets autour de l'île Saint-Martin
Saint-Martin (aux Antilles) est une île émergeant d'un plateau géologique sous-marin (le « banc d'Anguille ») peu profond, (-40 m à - 70 m environ).
L'érosion des roches sédimentaires a par endroits dentelé le littoral et laissé émerger de nombreux îlets et autres petites îles peu habitables. Saint-Martin appartient à ce « banc d'Anguille » tout comme les îles principales : Saint-Barthélemy et Anguilla, elles-mêmes ceinturées par leur propre ribambelle d'îlets satellites.

## Gestion administrative
- En partie française tous les îlets sont gérés par la réserve naturelle marine (RNNM), déléguée locale du Conservatoire du littoral.
- En partie néerlandaise tous les îlets sont gérés par the SXM Nature Foundation[2], sur délégation du gouvernement.

## Île éloignée
- l'île Tintamarre, (Flat island), (alt. 39 m, 1,2 km2), située à 3 km à l'est (E) des côtes de Saint-Martin.

## Îlet aménagé
- l'îlet Pinel, (alt. 30 m), (à Cul-de-Sac avec liaisons par navettes payantes régulières). 3 plages dont une aménagée pour les "tourists bum"[3] avec restaurants de plage et plagistes. Parcours guidé de découverte du milieu subaquatique en PMT.

## Îlets inhabités
- Crowl Rock, (ou Rocher Créole), anciennement La Frégatte, (à Belle baie à Grand-Case). /!\ Accès pédestre interdit /!\
- îlet à requins (ou rochers de l'Anse-Marcel).
- Little Key, (ou Petite Clef), (à Cul-de-Sac).
- Mini Key, (à Cul-de-Sac) Petit rocher au sud(S) de Petite Clef.
- Caye verte, (ou Green Key), (à Baie-Orientale), et sa langue de sable.
- Les Châteaux, (à Quartier-d'Orléans, entre la baie de l'embouchure et la pointe Lucas), accessibles à pied.
- Molly Beday, (ou Mal aborder of Molly Beday), (au nord-est NE de Pointe-Blanche), (en zone néerlandaise).
- Guana Key of Pelican, (au nord-est NE de Pointe-Blanche), (en zone néerlandaise).
- Hen & Chickens, (au nord-est NE de Pointe-Blanche), (en zone néerlandaise).
- Pelikan Key, (à Lay Bay), (en zone néerlandaise).

### Dans le Grand étang de Simsonbay
- Grand îlet, (alt. 5 m), (en zone française). Il y a 1 plage.
- Little Key, (ou Petit îlet), (alt. 1 m), (en zone néerlandaise).
- Snoopy island, (ou îles des mega-yachts), (en zone néerlandaise), île artificielle créée par dragage. Accès privé, réservé aux milliardaires et à leurs serviteurs.

## Anciennes îles
(Pour apprendre à lire le terrain et mieux comprendre la topographie).

À la suite de la montée du niveau de la mer (transgression marine) depuis la dernière grande glaciation, les lieux suivants sont devenus des îles ou îlets séparés de l'île principale.
 
Mais au cours du temps géologique, les mouvements de la mer, la croissance du corail et l'érosion ont accumulé à leur base des sédiments, des cailloux et du sable et cela a fini par en faire des presqu'îles, c'est-à-dire reliées par de minces cordons émergés (tombolos). Certaines de ces ex-îles sont même maintenant totalement rattachées si ce n'est incluses à l'île principale. 

(Liste par ordre de masse décroissante) :
- Le massif de Red Rock, (alt. 285 m), (Avec les mornes : Pea tree hill, First-Stick hill), etc.), situé au nord-(N) de l'axe de la piste de l'aéroport de Grand-Case Espérance.
- Les Terres-Basses, (alt. 75 m).
- La zone de  Maho & Mullet, (alt. 26 m). (aux Terres-Basses).
- Le morne Billy Folly, (alt. 121 m), (à Cole Bay).
- La pointe du Bluff, (alt. 27 m), (aux Terres-Basses).
- Le mont Fortune, (alt. 67 m), (dans l'axe du monument de la frontière).
- Le morne du Fort Amsterdam, (alt. 35 m), (à Philipsburg).
- Le morne du Fort Louis, (alt. 40 m), (à Marigot).
- La zone de  Beacon hill, (alt. 8 m). (à Burgeaux bay, aux Terres-Basses).
- Le morne Néttlé, (alt. 22 m), (à Sandy-Ground).
- Le morne Rond, (alt. 11 m), (à Sandy-Ground).
- La butte de Coconut Grove, (alt. 22 m), (au Galion).
- La pointe des Pierres à Chaux , (alt. 6 m), (aux Terres-Basses, Anse des Sables).
- Le morne rond, (alt. 10 m), (à Sandy-Ground).
- La plage tombolo, (alt. 3 m), (aux salines d'orient).